# Maredsous
Maredsous é um queijo feito de leite de vaca, fabricado na Abadia de Maredsous, na Bélgica.

## Características
A massa é levemente pressionada, e lavada em salmoura, criando uma casca firme e alaranjada com aroma pungente. Existem sete variedades: Tradicional, Mi-Vieux (meio velho), Fumé (defumado), Fondu (fondue), Frais (fresco), Light e Fagotin.
Muito popular na Europa continental. Servido em tubos e embalados individualmente, em pacotes de pequenos triângulos, numa roda de papelão, como os da marca francesa La Vache Qui Rit.